# Toranche
La Toranche est une rivière française qui coule dans les départements du  Rhône et de la Loire. C'est un affluent direct de la Loire en rive droite, à 805,1 km de son embouchure.

## Géographie
La Toranche est une rivière du Forez, région principale du département de la Loire, qu'elle traverse d'est en ouest. Elle prend sa source à Saint-Laurent-de-Chamousset, dans le département du Rhône, localité située au sein des hauteurs des montagnes du Matin ou monts de Tarare, à l'est de la ville de Feurs. Elle a son confluent avec la Loire, en rive droite, au niveau de la commune de Saint-Laurent-la-Conche, à plus ou moins six kilomètres en amont (au sud) de Feurs.

## Communes traversées
La Toranche traverse ou longe d'amont en aval le territoire des communes suivantes :
- département du Rhône :
  - Saint-Laurent-de-Chamousset, Saint-Clément-les-Places, Haute-Rivoire et Meys
- département de la Loire :
  - Virigneux, Saint-Cyr-les-Vignes et Saint-Laurent-la-Conche

## Hydrologie
La Toranche est une rivière assez irrégulière. Son débit a été observé durant une période de 32 ans (1977-2008), à Saint-Cyr-les-Vignes, localité du département de la Loire située peu avant son confluent avec la Loire. La surface ainsi étudiée est de 62,3 km2, soit plus de 90 % du bassin versant de la rivière.
Le module de la rivière à Saint-Cyr-les-Vignes est de 0,459 m3/s.
La Toranche présente des fluctuations saisonnières de débit bien marquées, comme très souvent dans le bassin de la Loire. Les hautes eaux se déroulent en hiver et au printemps, et se caractérisent par des débits mensuels moyens allant de 0,575 à 0,716 m3/s, de novembre à mai inclus (avec un maximum en décembre). Au mois de juin, le débit chute fortement ce qui mène directement aux basses eaux d'été qui ont lieu de juillet à septembre inclus, entraînant une baisse du débit mensuel moyen jusqu'à 0,101 m3/s au mois d'août, ce qui reste d'ailleurs assez consistant pour un aussi petit cours d'eau. Mais ces moyennes mensuelles ne sont que des moyennes et cachent des fluctuations bien plus prononcées sur de courtes périodes ou selon les années.
Aux étiages, en effet, le VCN3 peut chuter jusque 0,000 m3/s, en cas de période quinquennale sèche, ce qui est bien sûr extrêmement sévère, le cours d'eau étant alors complètement à sec.
Les crues peuvent être assez importantes, compte tenu de la petitesse du bassin versant. Les QIX 2 et QIX 5 valent respectivement 9,5 et 15 m3/s. Le QIX 10 est de 19 m3/s, le QIX 20 de 23 m3/s, tandis que le QIX 50 se monte à 28 m3/s.
Le débit instantané maximal enregistré à Saint-Cyr-les-Vignes a été de 49 m3/s le 17 mai 1983, tandis que la valeur journalière maximale était de 28,1 m3/s le même jour. Si l'on compare la première de ces valeurs à l'échelle des QIX de la rivière, l'on constate que cette crue était très largement supérieure à la crue cinquantennale définie par le QIX 50, et donc tout à fait exceptionnelle.
La Toranche est une rivière relativement peu abondante, du moins dans le contexte du Massif central. La lame d'eau écoulée dans son bassin versant est de 233 millimètres annuellement, ce qui est nettement inférieur à la moyenne d'ensemble de la France (plus ou moins 320 millimètres), et aussi à la moyenne du bassin de la Loire (245 millimètres). Le débit spécifique (ou Qsp) atteint le chiffre assez modéré de 7,4 litres par seconde et par kilomètre carré de bassin.